# Renpet
Renpet è una divinità del pantheon egizio.
| r · n | p · t | M4 |

 rnpt
Legata allo scorrere del tempo ed in modo particolare alla durata dell'anno era, di norma, simboleggiata dalla palma, che produce, in modo continuo, nuove fronde.

Lo stesso glifo
| M4 |

 rnp 
era usato per scrivere  la parola anno.
Renpet compare anche come epiteto di Sothis, la stella Sirio che aveva grande importanza nel calcolo degli anni presso gli antichi egizi.
Nella mitologia egizia è compreso anche 
| r · n | p · t · Z4 | M4 | M4 |

 rnpty
Questa divinità, anch'essa legata allo scorrere del tempo, era associata al dio Thot e rappresentata come una donna recante, sull'acconciatura o in mano, una fronda di palma.